# Markéta Vaňková
Markéta Vaňková (rozená Průchová, * 15. července 1977 Brno) je česká advokátka, politička a od roku 2002 členka ODS. Od roku 2016 je zastupitelkou Jihomoravského kraje a od roku 2018 zastupitelkou a primátorkou města Brna. V letech 2002 až 2022 byla zastupitelkou městské části Brno-střed a v letech 2006 až 2010 také radní městské části Brno-střed a zastupitelkou města Brna. V letech 2010 až 2014 byla uvolněnou zastupitelkou městské části Brno-střed pro oblast legislativy a životního prostředí.

## Život
Vystudovala právo na Právnické fakultě Masarykovy univerzity (promovala v roce 2000 a získala titul Mgr.). V roce 2002 úspěšně složila na téže fakultě rigorózní zkoušku v oboru právo (se specializací na občanské právo) a získala tak titul JUDr.
V roce 2003 splnila advokátní zkoušky a od té doby se věnuje výkonu advokacie se zaměřením na občanské, obchodní a správní právo. Má vlastní advokátní kancelář.
V rozmezí let 2007 až 2011 zastupovala ve vymáhání pohledávek britskou offshorovou společnost Brandson Enterprises Ltd., jež sídlí v Karibiku. Majitel této firmy není do této doby (říjen 2018) znám široké veřejnosti. V době zastupování Vaňkovou došlo k zatčení a pozdějšímu odsouzení ředitele této společnosti za praní špinavých peněz a podvody. Vaňková odmítá jakoukoli svou trestnou činnost v této kauze.
Markéta Vaňková pochází z brněnské právnické rodiny, je dcerou vysokoškolských pedagogů a právníků Petra Průchy a Ivany Průchové. Žije v Brně, v dětství žila s rodiči a mladší sestrou v Kohoutovicích, později v městské části Brno-střed. Od roku 1999 je vdaná, s realitním makléřem Tomášem Vaňkem má dva syny, dvojčata Martina a Vojtěcha.

## Politické působení

### Zastupitelka městské části Brno-střed, města Brna a kraje (2002–2018)
V roce 2002 vstoupila do ODS a v tomtéž roce byla v komunálních volbách zvolena zastupitelkou městské části Brno-střed. Mandát zastupitelky městské části pak obhájila ve volbách v letech 2006, 2010 i 2014. V letech 2006 až 2010 byla členkou rady městské části a mezi lety 2010 až 2014 působila jako uvolněná zastupitelka městské části pro oblast legislativy a životního prostředí. Také ve volbách v roce 2018 obhájila mandát zastupitelky městské části.
V komunálních volbách v roce 2006 byla zvolena také zastupitelkou města Brna. Ve volbách v roce 2010 se jí však nepodařilo mandát obhájit. Neuspěla ani ve volbách v roce 2014.
Od začátku své kariéry patří do okruhu vlivného politika Pavla Blažka (ODS), kterému se kvůli kauzám přezdívá don Pablo. Právě u Blažka začínala jako koncipientka. Blažek ji také později doporučil coby kandidátku na primátorku Brna. V letech 2000 až 2001 seděla v představenstvu firmy Breas, kde byl Blažek jediným akcionářem. Na Blažkovo doporučení působila i v městské společnosti Jižní centrum, která vlastnila lukrativní pozemky. Tehdy spolu působili i v soukromé firmě Vysoké učení Brno, kterou Blažek založil v roce 2001 se svým kamarádem Zdeňkem Koudelkou (ČSSD) a tehdejším dlouholetým tajemníkem radnice Brna-střed Radovanem Novotným (ODS), který byl později odsouzen na čtyři roky do vězení za korupci.
V krajských volbách v roce 2016 byla za ODS zvolena zastupitelkou Jihomoravského kraje. Působila jako členka Výboru kontrolního a členka Výboru pro výchovu, vzdělávání a zaměstnanost. Ve volbách v roce 2020 již nekandidovala.
V lednu 2018 byla jednou z iniciátorek petice ODS proti směně budov v majetku města Brna. Aby mohlo Brno začít stavět slibovaný fotbalový stadion Za Lužánkami, potřebovalo získat nemovitosti od podnikatele Libora Procházky, který ovšem stál jen o směnu nemovitostí. ODS nesouhlasila se směnou za historicky cenné budovy města.

### Primátorka Brna – první období (2018–2022)
V srpnu 2018 v rozhovoru pro Info.cz uvedla, že si nemyslí, že by Brno bylo schopné se starat o jakékoliv uprchlíky. Celkově odmítla přijímání uprchlíků do Česka a raději by podpořila přímou pomoc v zemích původu. Postavila se proti nelegální migraci, avšak vyloučila, že by měla něco proti legálním migrantům, kteří chtějí v Česku pracovat nebo studovat. Dále se vymezila proti dosavadním projektům Žít Brno, jako například housing first nabízející sociální bydlení pro lidi bez domova. Naopak prosazovala zásluhový přístup, kdy by byty přidělila až po doložení pracovního poměru dané osoby. Výrazně kritizovala projekt zabydlování bezdomovců, u kterých uvedla, že z „velké většiny jde o drogově závislé osoby, o lidi, kteří mají například tendence k sebevraždám“ a jsou podle ní nebezpeční pro pracující občany. Problém bezdomovectví by podle ní měly řešit neziskové organizace a ne město. Nepodpořila by ani startovací byty pro mladé rodiny, protože se domnívá, že by měl být každý zdravý člověk schopný si bydlení zajistit sám. V sociální oblasti by se v Brně raději zaměřila na výstavbu domů s pečovatelskou službou. Významně se ovšem chtěla zaměřit na výstavbu nových parkovacích míst, zejména parkovacích domů a záchytných parkovišť.

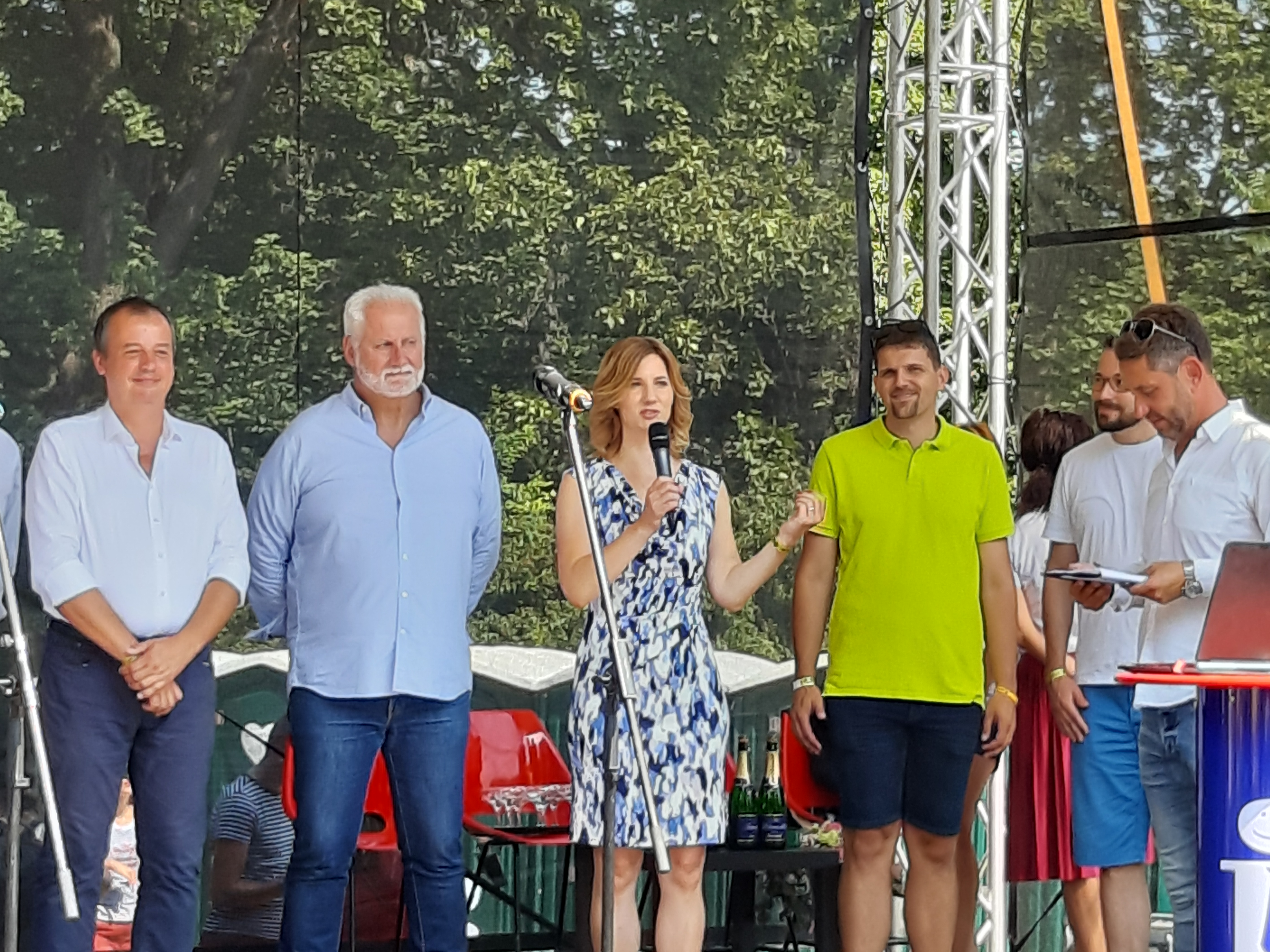
Vaňková na akci „150 let MHD Brno“

V komunálních volbách v roce 2018 byla z pozice členky ODS lídryní společné kandidátky ODS, Svobodných a spolku Brno autem do Zastupitelstva města Brna, a tudíž i kandidátkou tohoto uskupení na post primátorky města. Ve volbách získala post zastupitelky města, obdržela 23 652 preferenčních hlasů. Koalici následně uzavřely právě druhá "ODS s podporou Svobodných", třetí KDU-ČSL, čtvrtí Piráti a pátá ČSSD. Dne 20. listopadu 2018 se stala Vaňková novou primátorkou města Brna, nahradila tak Petra Vokřála z hnutí ANO 2011.
V září 2022 radní Brna schválili zakázku na výstavbu parkovacího domu a parkoviště na Akademickém náměstí. Parkovací dům má pojmout 411 aut, parkoviště dalších 210. Otevření se plánuje na polovinu roku 2024.

### Primátorka Brna – druhé období (od 2022)
V komunálních volbách v roce 2022 byla z pozice členky ODS lídryní společné kandidátky ODS a TOP 09 do Zastupitelstva města Brna a tudíž i kandidátkou na post primátorky. Do Zastupitelstva městské části Brno-střed již nekandidovala. Post zastupitelky města obhájila, když získala 31 167 preferenčních hlasů. Dne 20. října 2022 byla podruhé zvolena primátorkou Brna.
V prezidentských volbách v roce 2023 podpořila kandidaturu armádního generála ve výslužbě Petra Pavla.
V únoru 2023 brněnští radní schváli Memorandum o porozumění a spolupráci mezi Brnem a tchajwanským městem Tchao-jüan. Staly se tak partnerskými městy. Vaňková se také připojila k delegaci předsedkyně poslanecké sněmovny Markéty Pekarové Adamové.
V dubnu 2023 se zapojila do řešení hledání nových prostor pro Divadla Bolka Polívky. Vaňková navíc mezi zastupiteli v lednu pomohla prosadit dotace pro Polívkovo divadlo. Soukromá scéna má od města na roky 2023 až 2025 schválených celkem 18 milionů korun. Podle kritiků z opozice jde o protislužbu. Polívka totiž v roce 2022 před komunálními volbami významně podpořil ODS a samotnou Vaňkovou.
Poté, co při květnovém požáru stavební buňky, ve které nelegálně přespávali lidé bez domova, jich osm uhořelo, sklidila kritiku opozice za rezignaci nad řešením otázky bezdomovectví v Brně (a za utlumení sociálních projektů předchozího vedení města). Vaňková kritiku odmítla a uvedla, že práce sociálních pracovníků je dostatečná. Současně tvrdila, že třetina z přibližně 1700 lidí bez domova v Brně nechce s městem spolupracovat.
V září 2023 začala výstavba multifunkční haly Arena Brno za skoro šest miliard korun. Vaňková tento den označila za „nejvýznamnější den ve své politické kariéře“. Výstavbu ocenil i toho času premiér Petr Fiala (ODS). Arenu měla provozovat soukromá společnost, ale žádná o toto neprojevila zájem. V době zahájení výstavby bylo rozhodnuto, že provozovatelem bude nová městská společnost, která ale v té době teprve hledala zaměstnance. Vedle haly vzniká také obrovské parkoviště pro více než 1100 aut. Na výstavbu si město vzalo dvoumiliardový úvěr u České spořitelny s úrokem 4,87 procenta. Brno ho bude splácet do roku 2050. Projekt si vyžádal kritiku opozice, která kritizovala zadlužení a enormní zatížení rozpočtu omezující jiné budoucí projekty.
V říjnu 2023 zastupitelé města v čele s Vaňkovou odmítli plán na výstavbu nového kotle pro spalovnu odpadu SAKO. Ten měl řešit uzavření skládek po roce 2030. Po osmi letech příprav tím skončil projekt, který měl už schválenou dotaci ve výši 2,8 miliardy korun a měl i kladné hodnocení vlivu na životní prostředí EIA. Hlasování bylo na návrh ANO tajné, na protest proti tomuto rozhodnutí se ho nezúčastnili zastupitelé Pirátů, Zelených, Žít Brno a KDU-ČSL. Šlo o první tajné hlasování brněnských zastupitelů za sedmnáct let. Celkové náklady projektu byly 4,6 miliardy korun a proti němu se stavěla zejména ODS a ANO, ale také SPD.

## Kontroverze
V dubnu 2020 se začalo její jméno objevovat v médiích v souvislosti s možným kupčením a manipulacemi s městským majetkem a milionovými úplatky. Dne 10. srpna 2020 provedla Národní centrála proti organizovanému zločinu kvůli tomuto vyšetřování razii na radnici městské části Brno-střed a na brněnském magistrátu. Mezi vyšetřovanými byli brněnští politici ODS, mimo jiné primátorka Vaňková, její náměstek Robert Kerndl, bývalý ministr spravedlnosti z let 2012–2013 Pavel Blažek či jeho tehdejší náměstek Radomír Daňhel. V únoru 2023 Seznam Zprávy informovaly, že ministr spravedlnosti Pavel Blažek využil své pravomoci a vyžádal si přístup k informacím z živého policejního vyšetřování týkající se také Vaňkové, Blažkovy bývalé advokátní koncipientky a obchodní partnerky. Nejvyšší státní zástupce Igor Stříž uvedl: „Zda je to standardní, to nevím.“ Dne 5. června 2023 Seznam Zprávy upozornily na utajení úniků z policejních spisů brněnské bytové kauzy před policií i Generální inspekcí bezpečnostních sborů (GIBS) ministrem spravedlnosti Blažkem, kterému Zdeněk Černý (ODS) předal dokumenty, se kterými se seznámili i primátorka Vaňková nebo její náměstek Kerndl a ve kterých se jejich jména objevují. Únik Blažek ministrovi vnitra Vítu Rakušanovi (STAN) oznámil s uvedením, že pachatel je neznámý a policisté zdroj nevypátrali. Že jde o Zdeňka Černého, Vaňkové a Blažkova spolustraníka, zjistili až novináři. V srpnu 2023 bylo dokumenty z policejního vyšetřování potvrzeno podezření, že prostory v domě v brněnské ulici Hlinky, o jejichž přiklepnutí před lety rozhodlo vedení radnice v čele s ODS, měly původně sloužit k vybudování bydlení pro Markétu Vaňkovou. Půdní plochu o rozloze 300 metrů čtverečních si Vaňková chtěla propojit do jediného bytu. Prostory měla získat prostřednictvím příbuzných, konkrétně šlo například o jejího švagra Ondřeje Vaňka. Využít měla i tzv. bílých koní.
Dne 18. ledna 2023 si primátorka Vaňková a ministr spravedlnosti Blažek prohlédli výstavu korunovačních klenotů v katedrále sv. Víta na Pražském hradě po zavírací době v rámci akce pro zvané. Radiožurnálu uvedli, že si nevzpomínají, kdo je pozval, a vysvětlení nepodal ani bývalý vedoucí Kanceláře prezidenta republiky Vratislav Mynář. Oslovení primátoři ani jiní ministři pozvánku nedostali.
V červenci 2023 upozornila média na fotografii šířící se po sociálních sítích, na níž se vyskytuje Vaňková a náměstek Robert Kerndl s bílým práškem připomínajícím kokain. Vaňková v první reakci pravost fotografie popřela, později však připustila, že se událost skutečně mohla stát (prý asi před 2 až 3 lety). Ministr spravedlnosti ve vládě Petra Fialy a dlouholetý šéf jihomoravské ODS Pavel Blažek se k záležitosti vyjadřovat pro MF DNES odmítl: „Jsem mimo ČR a komentovat nic nechci. Nemám k tomu ani dostatek informací.“ MF DNES se Vaňkovou i Kerndla, jejího náměstka – pravou ruku, právníka a politika pověřeného zastupitelstvem města Brna starostí o oblast městské energetiky a sociální péče, snažila neúspěšně kontaktovat a získat vysvětlení také k prohlášení, že „patří mezi lidi, kteří jsou přístupní legalizaci“. Kritici poukázali na dvojí metr, kdy primátorka po svém zvolení například zatrhla projekt housing first, resp. přidělování bytů uživatelům drog nebo osobám s kriminální minulostí. Ačkoliv se událost měla stát před několika lety, Vaňková i Kerndl v srpnu 2023 demonstrativně podstoupili test na drogy, který jim vyšel negativně. Kokain je ale po požití v krvi či moči detekovatelný jen v rámci hodin, nejvýše dnů. Většina spolustraníků a tehdejších koaličních partnerů tuto kauzu přešla, zlehčovala nebo dokonce Vaňkovou podpořila v jejím prohlášení, že nehodlá rezignovat.
V září 2023 zahájilo Brno výstavbu multifunkční arény na brněnském výstavišti. Vaňková označila zahájení stavby za "nejvýznamnější okamžik své politické kariéry." Vedení města v čele s Vaňkovou čelí za tuto investiční akci za 6 miliard Kč kritice ze strany opozičních zastupitelů i odborné veřejnosti. Vedení Brna projekt hájí jako nutný pro další sportovní a kulturní rozvoj města.
V listopadu 2024 ji u soudu svědek obvinil z přijetí úplatku ve výši 1,2 milionu Kč.